# MOE (雑誌)
『MOE』（モエ）とは1979年に創刊された絵本とキャラクターを扱う月刊誌。白泉社から発行されている。判型はAB判。発売日は3日。雑誌コード18787。全国書誌番号:00040278。

## 概要
1979年に偕成社から「絵本とおはなし」として創刊し、1983年12月号から月刊『MOE』（モエ）と改称された。
創刊当初は保育雑誌と絵本情報誌を合わせたような内容で、保育者や母親を主な読者対象としていたが、その後女性誌風のビジュアル中心の内容へとリニューアルした。
出版元は偕成社、ケイエス企画、Moe出版と変更されたが、1992年4月号から白泉社に移った。
偕成社〜Moe出版時代では、月刊絵本とおはなし新人賞、月刊MOE童話大賞、MOEコミック大賞という賞が存在していた。人気絵本・人気キャラクターをテーマとした巻頭特集を中心とし、その他、アート・映画・旅・ハンドメイド雑貨・スイーツなど、旬の情報のページも組まれている。また、絵本作家を支援するグランプリやイラスト・絵本スクールを開講している。
2011年以後、年に一度ムーミンの年間手帳が付録としてつくことが恒例化している（2020年現在）。2015年以後、毎年2月号にヒグチユウコのカレンダーが付録としてつくことが恒例化している（2021年現在）。
2021年2月現在、読者の9割が女性で、年齢層は10代後半から70代までに及び、創刊時からの読者もいる。

## 歴史
- 1979年11月号 - 『絵本とおはなし』として創刊。
- 1981年1月号 - 判型が変更される。
- 1983年12月号 - 公募により『MOE』に改称[7]。
- 1987年4月号 - 版元がケイエス企画（発売は偕成社）になる。
- 1989年4月号 - 版元がMOE出版になる。
- 1990年5月号 - 創刊以来初のムーミンの巻頭特集[7]。
- 1992年4月号 - 版元が白泉社になる[3]。
- 1994年1月号 - 創刊以来初のディック・ブルーナの巻頭特集[7]。
- 2014年1月号 - 「MOE」のロゴが変更される[7]。
- 2020年7・8月号 - 創刊以来初の合併号[6]。

## 節目の号
- 創刊号 - 1979年11月号
- 100号 - 1988年2月号
- 200号 - 1996年6月号
- 300号 - 2004年10月号
- 400号 - 2013年2月号
- 500号 - 2021年7月号

## 特集
人気絵本・人気作家の巻頭特集が多いが、その他、アート・映画・漫画・旅・ハンドメイド雑貨・スイーツなど、旬の情報のページも組まれている。

### 主な特集
- ダヤン
- スタジオジブリ
- ムーミン
- ミッフィー

など

## 絵本屋さん大賞
2008年から毎年その年に最も支持された絵本30冊を選定している。全国の1000人以上の絵本専門店・書店の児童書売り場担当者のアンケートをもとに選定されている。

### 大賞作品
2008年
- 『くまとやまねこ』（湯本香樹実／文　酒井駒子／絵　河出書房新社）

2009年
- 『つみきのいえ』（加藤久仁生／絵　平田研也／文　白泉社）

2010年
- 『うんこ！』（サトシン／文　西村敏雄／絵　文溪堂）

2011年
- 『バムとケロのもりのこや』（島田ゆか／作　文溪堂）

2012年
- 『あさになったのでまどをあけますよ』（荒井良二／作　偕成社）

2013年
- 『りんごかもしれない』（ヨシタケシンスケ／作　ブロンズ新社）

2014年
- 『へいわってすてきだね』（安里有生／詩　長谷川義史／絵　ブロンズ新社）

2015年
- 『りゆうがあります』（ヨシタケシンスケ／作　PHP研究所）

2016年
- 『もう ぬげない』（ヨシタケシンスケ／作　ブロンズ新社）

2017年
- 『なつみはなんにでもなれる』（ヨシタケシンスケ／作　PHP研究所）

2018年
- 『おしっこちょっぴりもれたろう』（ヨシタケシンスケ／作　PHP研究所）

2019年
- 『なまえのないねこ』（町田尚子／絵　竹下文子／文　小峰書店）

2020年
- 『あつかったらぬげばいい』（ヨシタケシンスケ／作　白泉社）

2021年
- 『あんなにあんなに』（ヨシタケシンスケ／作　ポプラ社）

2022年
- 『大ピンチずかん』（鈴木のりたけ／作　小学館）

2023年
- 『パンどろぼうとほっかほっカー』（柴田ケイコ／作　KADOKAWA）

2024年
- 『大ピンチずかん2』（鈴木のりたけ／作　小学館）

## MOE創作絵本グランプリ
絵本雑誌MOEが開催する絵本賞。絵本界で活躍できる「プロ」の才能の発掘を目指し、投稿された絵本作品の中からグランプリを選出する
。
2013年に「MOE絵本グランプリ」として開始。

### グランプリ受賞作品
第1回
- 『ちょうちょ』（江國香織／文　松田奈那子／絵）

第2回
- 『おいぬさま』（荒戸里也子）

第3回
- 『かもめたくはいびん』（いしいひろし）

第4回
- 『ぼくんちのシロ』（すずきみほ）

第5回
- 『タコめし』（つきおかようた）

第6回
- 『ロッキーくんとおかあちゃん』（しまげ）

第7回
- 『まめざらちゃん』（あさのますみ／文　よしむらめぐ／絵）

第8回
- 『おおぐいタローいっちょくせん』（マスダカルシ）

第9回
- 『ポッポポーン』（たまむらさちこ）

第10回
- 『からっぽのにくまん』（まつながもえ）

第11回
- 『べニーのみずたまぼうし』（しおみつさちか）

第12回
- 『おすしアイドル』（山崎由貴）

## MOEから生まれた本
毎年数々の本が『MOE』（モエ）の紙面で生み出され、連載されている。
代表的な作家
- 江國香織
- 酒井駒子

代表的なシリーズ
- しばわんこシリーズ（2018年12月時点で累計70万部を記録）
- やさいのがっこうシリーズ（2019年10月時点で20万部突破）

## 関連紙
- コミック・モエ - vol.1(1988年1月)－vol.11(1992年4月)、偕成社
- kodomoe（旧・こどもMOE） - vol.1(2011年11月15日)－刊行中、白泉社。全国書誌番号:01034750。